# Скнилівок
Скни́лівок — місцевість у Залізничному районі Львова, що розташована між межею міста та вулицями Любінською, Виговського та Кульпарківською.

## Історія
У 1396 вперше в документах згадується село Скнилів.
У першій половині XVI століття поблизу Скнилова оселилося кілька родин, а їх поселення назвали Скнилівком.
У 1607 році польський король Сигізмунд III Ваза подарував шпиталю святого Духа у Львові село Скнилівок, яке тоді складалося лише з чотирьох дворів. Адміністрація шпитального маєтку належала до провізорів цього шпиталю. Пізніше село Скнилівок зазнало значних руйнувань від татарських набігів. У 1624 році, за розпорядженням короля, село було продане бурмістру Львова Мартинові Кампіану. Після смерті Кампіана село переходило з рук в руки. У 1747 році місто повернуло Скнилівок Янові Купіньському і у тому самому році село було повернене у власність шпиталю святого Духа у Львові.
У 1927 році на Скнилівок перенесли Львівське летовище, а 13 червня 1952 року Скнилівок було остаточно приєднано до Львова.

## Інфраструктура
У 1996 році засновано торговельно-виробничий комплекс «Південний».
12 квітня 2012 року було урочисто відкрито новий, сучасний Міжнародний аеропорт «Львів» імені Данила Галицького
Стосовно транспорту, то у сучасних межах Скнилівка курсують тролейбусні маршрути № 22, 23, 29, 30, які сполучають цю місцевість з центром та іншими важливими об'єктами інфраструктури Львова, зокрема, з автовокзалом на вулиці Стрийській, Головним залізничним вокзалом, торговельно-розважальним центром «Victoria Gardens» та багатьма іншими.

## Пам'ятки

### Сакральні споруди
- Церква Покрови Пресвятої Богородиці (вул. Щирецька, 36);
- Церква Вознесіння Господнього (вул. Любінська, 83);
- Церква Всіх Святих Українського народу (вул. Петлюри, 32);
- Зал Царства Свідків Єгови (вул. Щирецька, 33а);
- Молитовний будинок євангельських християн-баптистів «Спасіння» (9-ий Скнилівський провулок, 2).

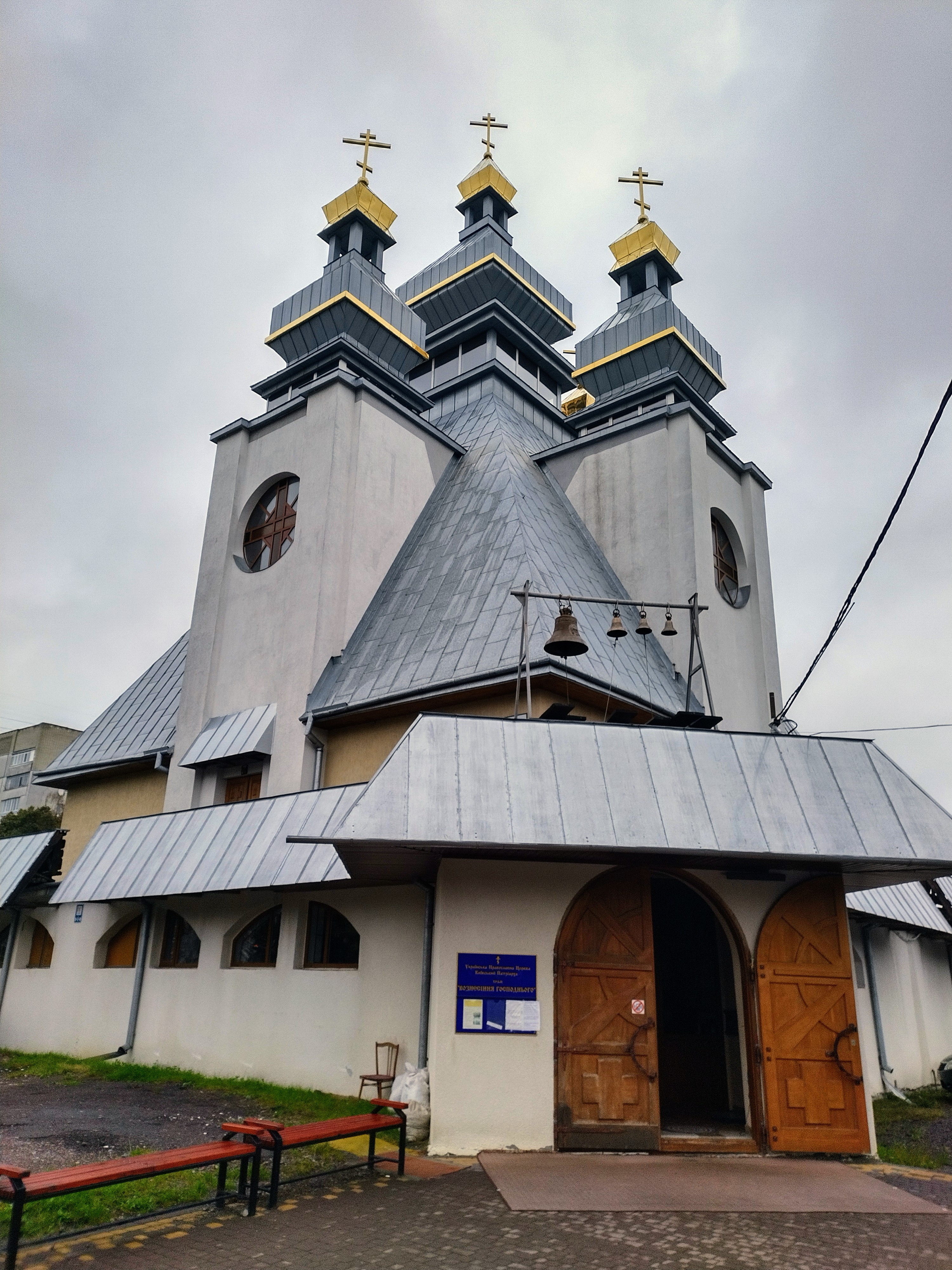
Церква Вознесіння Господнього
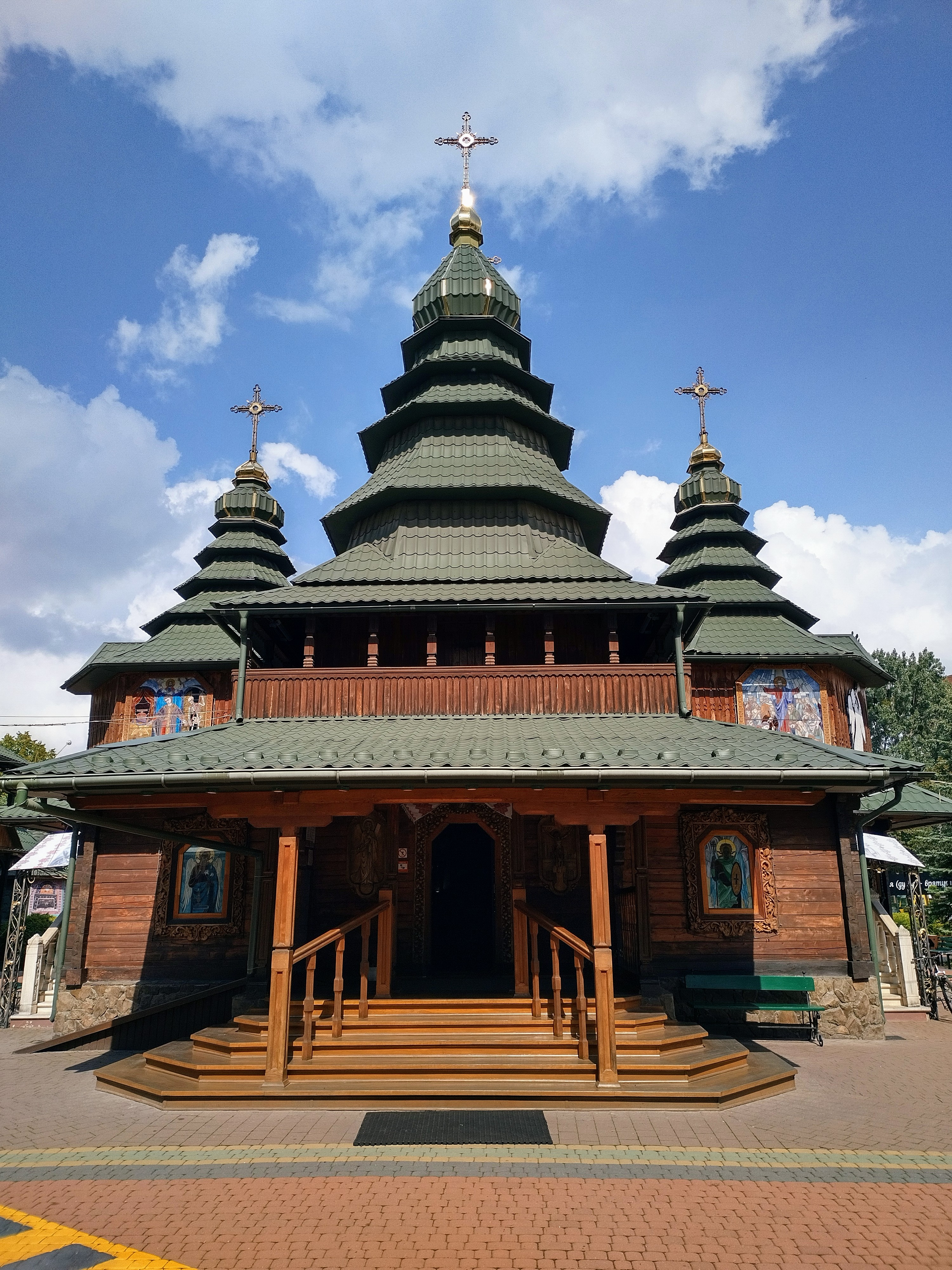
Церква Покрови Пресвятої Богородиці
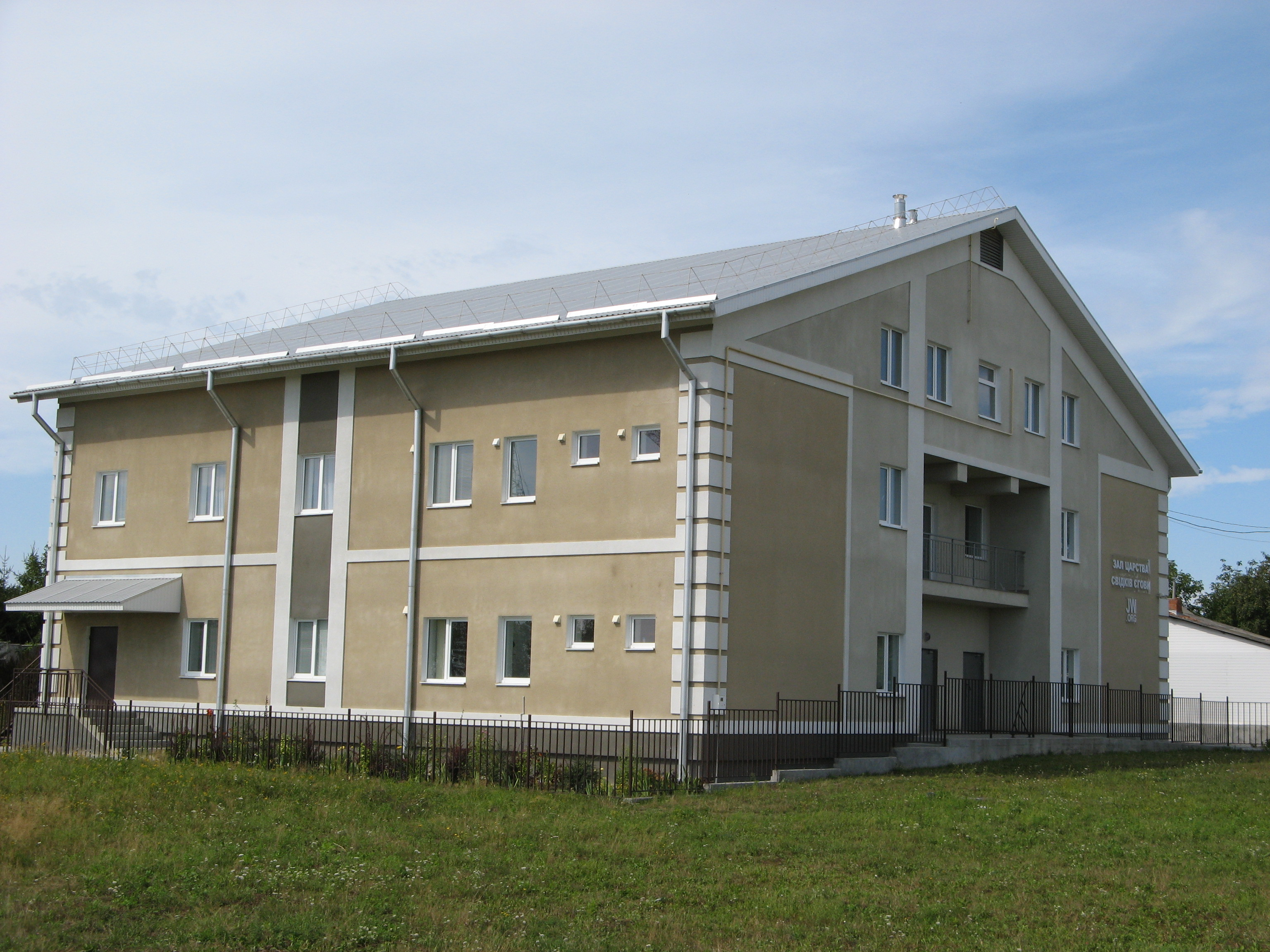
Зал Царства Свідків Єгови